# Média
Medium, množné číslo média, je podle Slovníku spisovného jazyka českého zprostředkující osoba, prostředí, činitel, výplň prostoru nebo látka, ve které je předmět uložen. V masové komunikaci jsou média komunikačními výstupy nebo nástroji používanými k ukládání a doručování informací nebo dat. Zde se pojem týká složek masmediálního komunikačního průmyslu, jako jsou tištěná média, vydavatelství, zpravodajská média, fotografie, kino, vysílání (rozhlas a televize), digitální média a reklama.
Užití pojmu média v češtině se liší podle kontextu:
1. v nejširším slova smyslu je médium vše, co dovede přenést informaci (elektřina, vzduch), jde tedy o hmotné prostředí, éter, nebo v lidském pohledu, jak uvádí McLuhan,[4] o extenzi člověka,
2. v užším slova smyslu jsou to sdělovací prostředky umožňující vytvoření sdělení,[5]
3. v nejužším slova smyslu jsou to distribuční prostředky umožňující přenos, multiplikaci (masmédia), případně fixaci sdělení k adresátovi, tedy prostředky určené k sociální komunikaci (telefon, rozhlas, televize, internet atd.)

## Historie
Rozvoj písma a výroby papíru umožnil lidstvu komunikovat na delší vzdálenost, příkladem je pošta v Perské říši (Chapar Khaneh a Angarium) a v Římské říši, které lze interpretovat jako rané formy médií. Historie médií zahrnuje i malby v jeskyni Chauvet a pokračuje dalšími způsoby, jak prodloužit lidské sdělení dále, než dosáhne hlas: kouřové signály, značení stezek a sochy.
Reklama byla a je nejvýraznějším obsahem propagačních médií. První zmínky o reklamě můžeme najít už ve starém Egyptě. Už před několika tisíci lety existovaly jako jakési první výklady dřevěné skříňky s nabízeným zbožím. To později zopakovali i Římané formou beden se zbožím. Ze 3. století př. n. l. pochází reliéf, zpodobňující chrámové průčelí s textem oznámení služeb řeckého vykladače snů. Jedná se tedy o jakýsi vývěsní štít, označení firmy. Jiný vykladač snů si nechal vyrýt na hliněnou tabulku: „Já, Rino z Kréty, vykládám sny na příkaz bohů“. Také ve vykopávkách z Pompejí (v r. 79 n. l. byly zasypány popelem při výbuchu Vesuvu) byla nalezeny různé reliéfní štíty řemeslných dílen. I v české literatuře najdeme popis reklamního sdělení ve hře Mastičkář ze 14. století, kde trhovec propaguje vonné masti.

## Členění médií

### Primární, sekundární, terciární a kvartární[8]
- Primární média umožňují sdělování bez dodatečných pomůcek (např. mluvené slovo, gesto, pohyb) / přirozený jazyk, neverbální komunikace.
- Sekundární média ke sdělení využívají technologické pomůcky na straně sdělujícího, ne však na straně příjemce (např. megafon, vesnický rozhlas, tisk) / technická (maže se rozdíl ve vzdálenosti a čase).
- Terciární média vyžadují technologickou pomůcku na straně sdělujícího i příjemce (např. rozhlas, televize, telefon, případně též počítač) / masová (pro větší množství lidí).
- Kvartární média, která jsou založena na globálním elektronickém propojení světa a stírají rozdíl mezi sdělujícím a příjemcem sdělení / síťová komunikace.[9]

### Horká a chladná
- Horká média díky přenosu emocionálních sdělení intenzivněji působí na emoce člověka a obvykle na více jeho smyslů. Spolupůsobí nejenom mluvené slovo a obraz, ale i zvuky a hudba. Mezi horkými médii jsou uváděny: televize, rozhlas, kino, telefon, obchodní reklama, dealer aj.
- Chladná média díky dominanci racionálních sdělení přinášejí zase více informací, jsou zpravidla uchovatelná a rytmus přijímání informací si volí recipient sám. Jsou to: noviny a časopisy, billboardy, dopravní prostředky, výkladní skříně, obaly, prospekty, dárkové propagační předměty aj.[10]

## Specifická média a masmédia

### Specifická média
Mnoho specifických médií je zároveň propagačním prostředkem (a naopak). Propagační prostředky jsou vlastně materiálním vyjádřením reklamního sdělení. Jsou účinným nástrojem, který působí slovem, obrazem, zvukem, pohybem, tvarem, barvou a jinými komunikačními prvky. Mohou se používat samostatně nebo v kombinaci pro zvýšení její účinnosti. Reklamní sdělení musí upoutat a být vnímáno, musí být podnětem k aktivnímu jednání (ke koupi). Jde tedy nejen o to co sdělit, ale také jak to sdělit (otázka textu, grafiky, volby propagačního prostředku), komu to sdělit (zvolená cílová skupina) a kde to sdělit.

#### Propagační prostředky

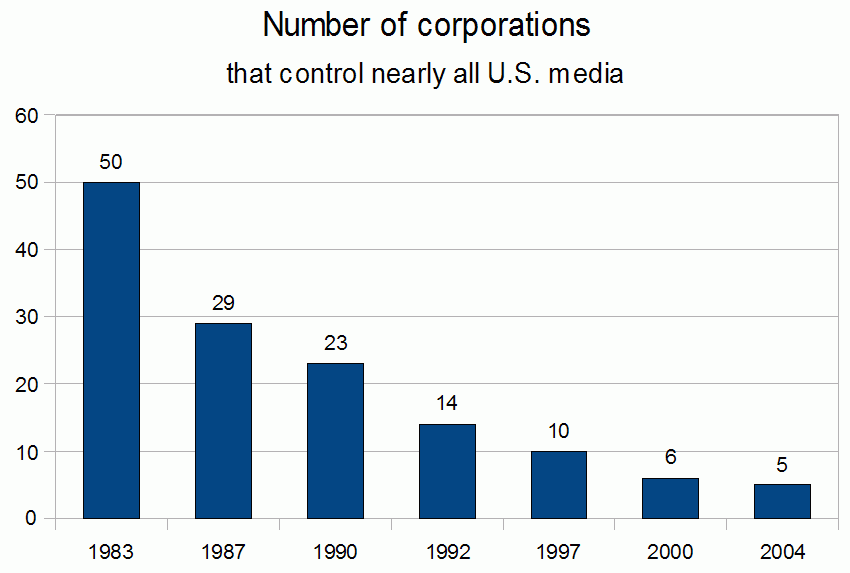
Vývoj počtu vlastníků největších médií v USA od roku 1983. Z grafu je vidět trend monopolizace amerických médií.

Propagační prostředky můžeme členit z několika hledisek:
- technická příbuznost (tištěné, zvukové, světelné, prostorové apod.)
- délka působení (např. plakát, noviny, rozhlas)
- místo působení (na místě prodeje, na ulici, doma)
- způsob komunikace, smyslové vnímání, vliv na objekt propagace atd.

Propagační média jsou nositeli propagačních prostředků, které umožňují masové šíření reklamního sdělení.
Prvky reklamy můžeme najít dřív, než vůbec vznikla první manufaktura. Obecně lze říci, že se propagace datuje vznikem prvního státu, protože každé společenské zřízení potřebovalo určitým způsobem informovat širší veřejnost o svých záměrech (zvýšení daní, královský manifest, rytířský turnaj). Ještě obecněji můžeme říci, že reklama je spojena s dělbou práce, s potřebou nabídnout svůj výrobek za výrobek jiný nebo jej prodat ― tedy i se vznikem trhu.
Tyto příklady z dávné minulosti zdůrazňují, že každému výrobci, obchodníkovi či poskytovateli nějaké služby by mělo záležet na tom, aby jeho nabídka vešla ve známost. Aby se vryla do povědomí veřejnosti ― a to v co nejširším okruhu jeho působnosti. K tomu slouží propagace a reklama.
Pokud vyjdeme z jazykového základu těchto slov, pak propagace znamená latinsky 'šíření, zatímco latinské slovo reclamare značí vyvolávat, na něco upozorňovat, vychvalovat. Propagace je tedy širší pojem a zahrnuje nejen reklamu, ale i státní propagaci (vytváření dobré pověsti dané země v zahraničí) a společenskou propagaci (předvolební kampaň politických stran i propagace zdravého způsobu života – životního stylu).
Existuje mnoho definic reklamy a propagandy, avšak žádná není „oficiální“ a každý autor teoretické práce si vyvozuje svoji vlastní verzi. Definice dle Zdeňka Chmela: "Propagace je vědomá činnost, zaměřená specifickými prostředky na určený okruh lidí s cílem vyvolat, zesílit, nebo omezit u nich určitou potřebu nebo zájem, resp. způsob jejich uspokojování. Reklama je nástrojem ekonomické soutěže, hromadným způsobem prodeje, placenou formou působení na veřejnost, aby přijala nabízené zboží nebo služby. Je činností, která veřejným podáváním informací vyvolává potřeby nebo zájmy, existující potřeby zesiluje a upozorňuje na nejvýhodnější způsob jejich uspokojování.“